# Busola (constelație)
Busola esto o constelație australă.

## Obiecte cerești

### Nebuloase,roiuri de stele,galaxii
Coordonate:  09h 00m 00s, −30° 00′ 00″